# 恩斯特·萬霍芬
恩斯特·萬霍芬（德語：Ernst Vanhöffen，1858年11月15日—1918年6月14日）是一名德國動物學家。
他曾在柏林大學和柯尼斯堡大學學習地質學、植物學和動物學，1888年畢業，論文題目是《Untersuchungen über semaeostome und rhizostome Medusen》。1889年至1890年，他在那不勒斯的安東·多恩動物研究所從事水母研究。
1892年至1893年，他參加由柏林地理學會贊助的西格陵蘭探險隊，該探險隊由埃里希·馮·德里加爾斯基領導。之後，他在基爾動物研究所工作了幾年。1898年至1899年，他搭乘蒸汽船瓦爾迪維亞號參加了德國深海探險。在這次考察中，萬霍芬收集了大量深海海洋動物，他的任務是處理冥草物種。
回到德國後，他在基爾大學擔任講師，並於1901年3月獲得教授頭銜。1901年8月至1903年11月，他乘坐高斯號考察船參加德國南極探險隊。在德里加爾斯基的帶領下，探險隊經歷了高斯號被困南極冰層數月的艱苦時期。萬霍芬海崖即以他的名字命名。

## 紀念
- 範氏眶燈魚（Diaphus vanhoeffeni），東大西洋的一種燈籠魚[2]。

## 外部連結
- The Hydrozoa Directory List of some species described by Vanhöffen.